# Tadeusz Rydet
Tadeusz Rydet (ur. 9 czerwca 1909 w Stanisławowie, zm. 15 czerwca 1987 w Rabce) – polski artysta fotograf, uhonorowany tytułami Artiste FIAP (AFIAP) oraz Excellence FIAP (EFIAP). Członek Polskiego Towarzystwa Fotograficznego.

## Życiorys
Tadeusz Rydet absolwent Uniwersytetu Lwowskiego (studia prawnicze) – zainteresował się fotografią w drugiej połowie lat 20. XX wieku, mając 15 lat. Miejsce szczególne w jego twórczości zajmowała fotografia dokumentalna (w dużej części folklorystyczna) oraz fotografia krajobrazowa.(m.in. Huculszczyzny). Od 1926 roku uczestniczył w pracach sekcji fotograficznej stanisławowskiego oddziału Polskiego Towarzystwa Tatrzańskiego, czego pokłosiem (w 1928 roku) była publikacja jego fotografii z Doliny Prutu – w postaci kart pocztowych. W 1932 roku Polskie Towarzystwo Tatrzańskie było organizatorem Wojewódzkiej Wystawy Fotografii, na której Tadeusz Rydet został uhonorowany II nagrodą. W 1957 roku został przyjęty w poczet członków oddziału gliwickiego Polskiego Towarzystwa Fotograficznego.
Tadeusz Rydet uczestniczył w wielu wystawach fotograficznych; zbiorowych, pokonkursowych. Brał aktywny udział w Międzynarodowych Salonach Fotograficznych, organizowanych (m.in.) pod patronatem FIAP, zdobywając wiele akceptacji, nagród, wyróżnień, dyplomów, listów gratulacyjnych. Pokłosiem udziału w Międzynarodowych Salonach Fotograficznych (pod patronatem FIAP) było przyznanie mu tytułu honorowego Artiste FIAP (AFIAP) oraz w 1963 roku tytułu honorowego Excellence FIAP (EFIAP) – przez Międzynarodową Federację Sztuki Fotograficznej FIAP, obecnie z siedzibą w Luksemburgu.
Tadeusz Rydet wiele lat mieszkał i pracował w Rabce, był wieloletnim (od 1945 roku) pracownikiem i dyrektorem Państwowego Przedsiębiorstwa Las w Rabce.

## Rodzina
Tadeusz Rydet był bratem polskiej artystki fotograf – Zofii Rydet (1911–1997).